# The Mantle
Albums de Agalloch
Pale Folklore
(1999) Ashes Against the Grain
(2006)
The Mantle est le deuxième album studio du groupe américain Agalloch, sorti en 2002.

## Liste des pistes
| No | Titre                                    | Durée |
| -- | ---------------------------------------- | ----- |
| 1. | A Celebration for the Death of Man...    | 2:24  |
| 2. | In the Shadow of Our Pale Companion      | 14:45 |
| 3. | Odal                                     | 7:39  |
| 4. | I Am the Wooden Doors                    | 6:11  |
| 5. | The Lodge                                | 4:40  |
| 6. | You Were but a Ghost in My Arms          | 9:14  |
| 7. | The Hawthorne Passage                    | 11:18 |
| 8. | ...and the Great Cold Death of the Earth | 7:14  |
| 9. | A Desolation Song                        | 5:08  |